# Isola Manoel
L'isola Manoel (in maltese Il-Gżira Manoel) è una piccola isola disabitata situata nella baia di Marsamuscetto; a livello amministrativo è parte della municipalità di Gżira.

## Geografia
La piccola isola è pianeggiante ed ha grossomodo la forma di una foglia se vista dall'alto. È collegata a Gzira da un ponte fisso, attraversabile dalle automobili, ed è visibile per intero guardando a sud-est dai bastioni della città di Valletta.

## Toponimo
Deve il suo nome al Gran maestro portoghese António Manoel de Vilhena, che ordinò la costruzione di un forte sull'isola intorno al 1720. In precedenza, l'isola era nota presso i locali come l'Isolotto o l'Isola del Vescovo (Il-Gżira tal-Isqof), in quanto fu acquistata dal clero isolano nel 1570.

## Storia
In precedenza disabitato, l'isolotto venne scelto nel 1592 come sede per la costruzione di un lazzaretto temporaneo. Nel 1643 l'isola venne acquistata dall'Ordine dei Cavalieri di San Giovanni e nel 1575-76 la struttura in legno venne sostituita da una permanente, tuttora visibile sull'isola (sebbene attualmente in stato di abbandono). Il lazzaretto venne in seguito trasformato in ospedale ed in caserma.
Nel 1723 il Gran Maestro dell'Ordine di Malta António Manoel de Vilhena decise di erigere sull'isolotto una struttura fortificata, al fine di proteggere ulteriormente il lato occidentale del bastione della città di Valletta. Nel 1726 fu così ultimata la costruzione di Forte Manoel, considerato un tipico esempio dell'architettura militare del XVIII secolo, il cui progetto originario è attribuito all'architetto militare francese René Jacob de Tigné. Il forte, dalla pianta quadrangolare, è ancora visibile sull'isola e fu utilizzato durante la Seconda guerra mondiale come postazione antiaerea e come base operativa della 10ª flotta di sommergibili della Royal Navy, preposta alla difesa dell'isola durante l'assedio da parte delle Potenze dell'Asse. Nel novembre 1941 fu bombardato da una incursione aerea della Luftwaffe.

### Oggi
L'isola ospita attualmente una rimessa navale, situata nella parte sud, adibita all'ancoraggio di yacht ed imbarcazioni civili. Buona parte delle altre strutture presenti versano in stato di abbandono. Nell'agosto del 2001 una ristrutturazione di Forte Manoel è stata affidata ad una compagnia privata, ed il Forte viene aperto al pubblico di tanto in tanto.
All'ingresso dell'isola, in prossimità del ponte che la collega a Gzira, era situato inoltre un ritrovo per animali gestito da volontari, chiamato Duck village, che è stato demolito nel 2021.